# Na Bučiskách
Das Skiareal Na Bučiskách in Rožnov pod Radhoštěm besteht aus mehreren Skisprungschanzen. Zur Anlage gehören drei kleinere Schanzen der Kategorien K 5, K 15 und K 35, und eine Mittelschanze der Kategorie K 70.

## Geschichte
Im Pasekatal errichtete man 1930 eine Schanze und sie stand bis zum Jahr 1958. Auf dieser Schanze waren Sprünge bis zu 30 m möglich. 1954 entstand nach den Plänen des tschechischen Schanzenbauers Jarolim eine Schanze im Skiareal Na Bučiskách, sie hatte den K-Punkt bei 54 m. 1957 wurde die neue Schanze mit Matten belegt. Auf ihr fanden bis Ende 70er Jahre nationale und internationale Wettkämpfe statt. 1975 erfolgte der erste Umbau. 
Der Anlaufturm bekam eine neue Stahlkonstruktion, und die Schanze wurde auf K 70 erweitert. Die Jugendschanze K 35 wurde renoviert. Die K 5- und K 15-Schanzen wurden im Jahr 2001/02 gebaut. 2006 hat man das Areal neu rekonstruiert und die K 70 Hradisko-Schanze neu mit Matten belegt.